# Duderstadt
Duderstadt é uma cidade da Alemanha, no estado de Baixa Saxônia (Niedersachsen), no distrito de Göttingen e fica perto da fronteira com o estado alemão Turíngia. Ela se situa a 50 km leste de Göttingen e contava com 22.833 habitantes em 2004.

## História
A primeira menção atestada da cidade data de 16 de setembro de 929. De 974 até 1236, Duderstadt é administrado pela cidade Quedlimburgo (Turíngia). Em 1250 recebe os direitos de cidade. No século XIII e século XIV, com apoio dos Arcebispados de Braunschweig, a cidade desenvolve-se em uma próspera praça comercial, participando da Liga Hanseática e aproveitando das antigas rotas comerciais que passam pela cidade.

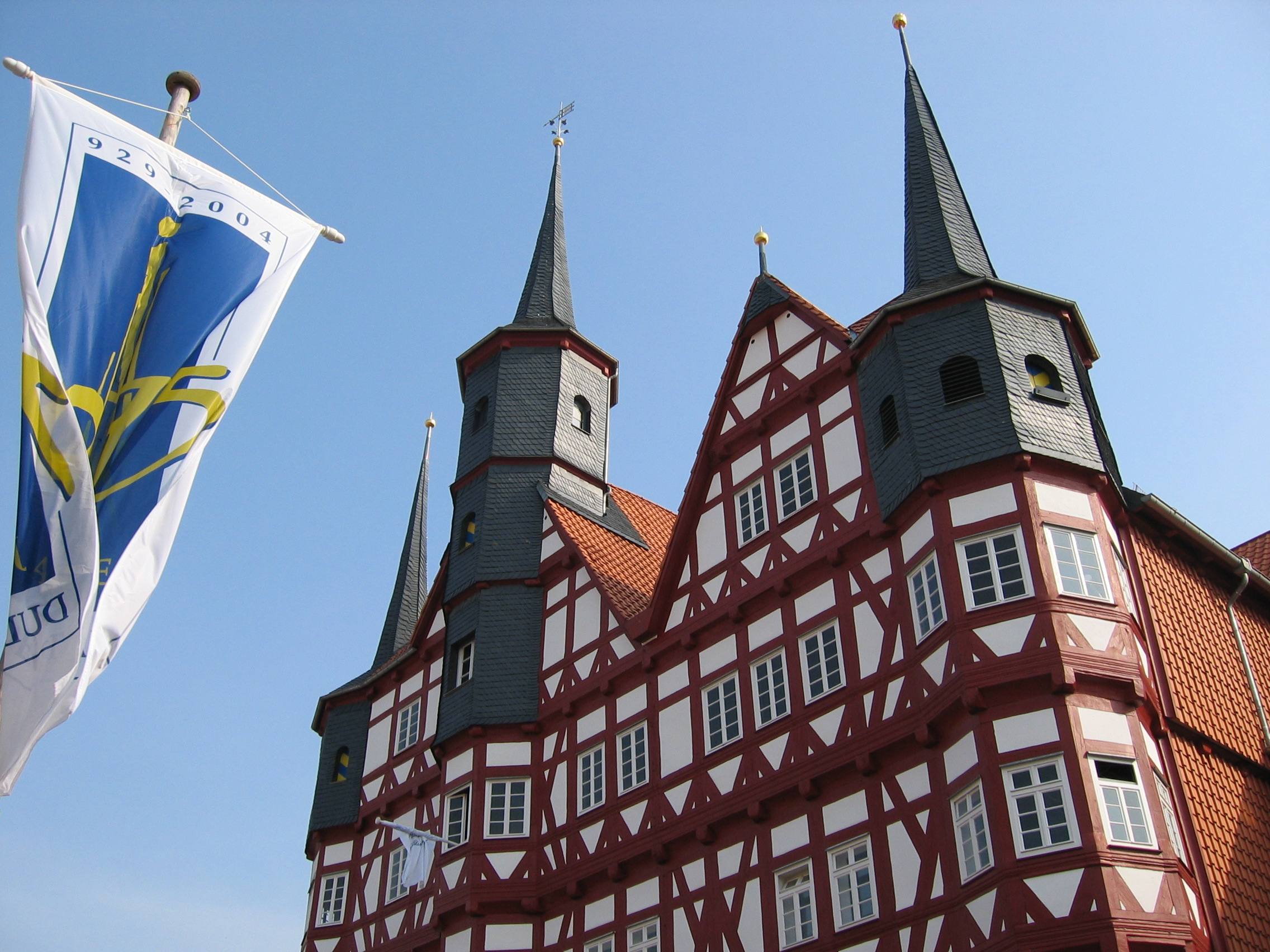
Prefeitura histórica (Historisches Rathaus)

Por falta de dinheiro dos donos de Duderstadt, a cidade é cedida entre 1334 e 1366 ao controle dos Arcebispados de Mogúncia. Nas décadas em torno de 1400, a cidade conta com 4.000 habitantes. Com a queda da Liga Hanseática e o deslocamento das rotas comercias no século XV, a cidade sofre estagnação e baixa econômica. O declínio continua com a Guerra dos Trinta Anos (1618-1648) e a Guerra dos Sete Anos (1756-1763). De 1816 a 1866 Duderstadt fica na periferia entre os Reinos da Hanôver e da Prússia e fora das novas redes de transporte da Revolução Industrial: a ferrovia. No começo da época nazista, o antigo distrito Duderstadt (dissolvido em 1973) se destaca nas eleições de 1933 para o Reichstag, na qual a NSDAP, o partido de Adolf Hitler, só consegue 26 % dos votos (na média nacional: 44 %, em Göttingen: 51 %). Mesmo assim, a ditadura nazi queima a Sinagoga da cidade durante a Reichskristallnacht em 1938, eliminando a pequena comunidade judaica. Entre novembro de 1944 e abril de 1945 Duderstadt mantêm um campo externo do campo de concentração de Buchenwald e chega sem maiores destruições ao fim da Segunda Guerra Mundial. Até a Reunificação da Alemanha em 3 de outubro de 1990, Duderstadt é território marginal, perto da fronteira com a Alemanha Oriental, mas consegue atrair indústrias e comércio, como a Otto Bock Healthcare, uma das TOP 100 empresas de classe média da Alemanha e o maior empregador em Duderstadt.

## Turismo
Duderstadt, a antiga cidade grande da Idade Média, possui um centro histórico (restaurado e saneado em 1994) com mais de 500 casas de madeiramento. A prefeitura histórica é uma das mais velhas na Alemanha.